# A-zinnen
A-zinnen zijn algemeen afgesproken raadgevingszinnen, gebruikt om in de chemische sector het omgaan met schadelijke of gevaarlijke stoffen veiliger te maken. A komt van het woord 'advice' wat Engels is voor advies. Naast de A-zinnen zijn er ook R- en S-zinnen.

## Lijst van de A-zinnen
A1 Verdunnen en via afvoer verwijderen 

A2 Neutraliseren tussen pH 6 en 8 en de oplossing via de afvoer verwijderen 

A3 Met het gewone huishoudelijk afval meegeven, eventueel verpakt in geschikte plasticfolie wegens stofvorming 

A4 Neerslaan als sulfiden, de neerslag behandelen als KCA (zie A8) 

A5 Neerslaan met calciumionen, dan A1 of A3 

A6 Niet zomaar met chemisch afval meegeven. Afvalophaalfirma inlichten over de aard van de stoffen 

A7 Laten verdampen in afzuigkast, indien mogelijk verbranden 

A8 Behoort tot KCA (zie verdere richtlijnen van de afvalophaalfirma of van het containerpark) 

A9 Met de grootste voorzichtigheid in kleine hoeveelheden laten reageren (voornamelijk verbranden) 

A10 Verzamelen in glazen flessen met etiket:
- Organisch afval bevat halogenen
- Organisch afval is halogeenvrij daarna A8

A11 Neerslaan als hydroxide (pH8), de neerslag behandelen als A8 

A12 Niet verwijderen via de riolering 

A13 Met een onedeler metaal metaalionen uit de oplossing verwijderen (A14, A3), door ze als metaal neer te slaan 

A14 Kan gerecycleerd worden via gepaste methoden, zo nodig door verwijzen naar gespecialiseerd afvalverwerkingsbedrijf 

A15 Voorzichtig met water laten reageren, eventueel vrijkomend gas verbranden of absorberen of sterk verdund verwijderen 

A16 Specifieke aanbevelingen raadplegen in literatuur